# Мала мечеть (Ізмаїл)
Мала мечеть (тур. Küçük Camii) — колишня османська мечеть у місті Ізмаїлі, єдина частина турецької фортеці, що збереглася до наших днів. На даний час мечеть не діє як культова споруда. Вона є частиною Ізмаїльського військово-історичного музейного комплексу, і в ній розташована діорама «Штурм фортеці Ізмаїл». Мечеть є унікальним для України зразком середньовічної османської архітектури періоду її найвищого розквіту.

## Історія
Збудована в XV–XVI ст. на території турецької фортеці. Під час штурму фортеці російськими військами 1790 року турки до останнього тримали оборону в мечеті. Після відомого взяття фортеці 1790 року військами Суворова мечеть було пристосовано під Хрестовоздвиженську церкву (1810 року).
У XIX ст. було розібрано мінарет, галерею покрито похилим дахом. 
Під час реставрації 1971–1973 рр. відновили втрачені деталі та дах галереї. 
9 травня 1973 у будівлі відкрили діораму «Штурм фортеці Ізмаїл».

## Характеристика
Мечеть купольного типу, розповсюдженого в мусульманській архітектурі з XVI ст. Складена з блоків вапняку, квадратна в плані, з галереєю з північного боку і залишками мінарету зі східної. Четверик основного об'єму за допомогою стрільчатих тромпів переходить у восьмерик, перекритий пласким напівсферичним куполом, який підтримується по кутах парусами. Арочна галерея з мармуровими колонами перекрита в середній частині куполом, обабіч — напівциркульними склепіннями, що спираються на попружні арки. Вікна на двох рівнях: нижні прямокутні, верхні стрільчасті. Вхід по осі будівлі з північної сторони обрамлений наличником. В інтер'єрі стіни і купол тиньковані, у південній стіні зберігся різьблений кам'яний міхраб.

## Галерея

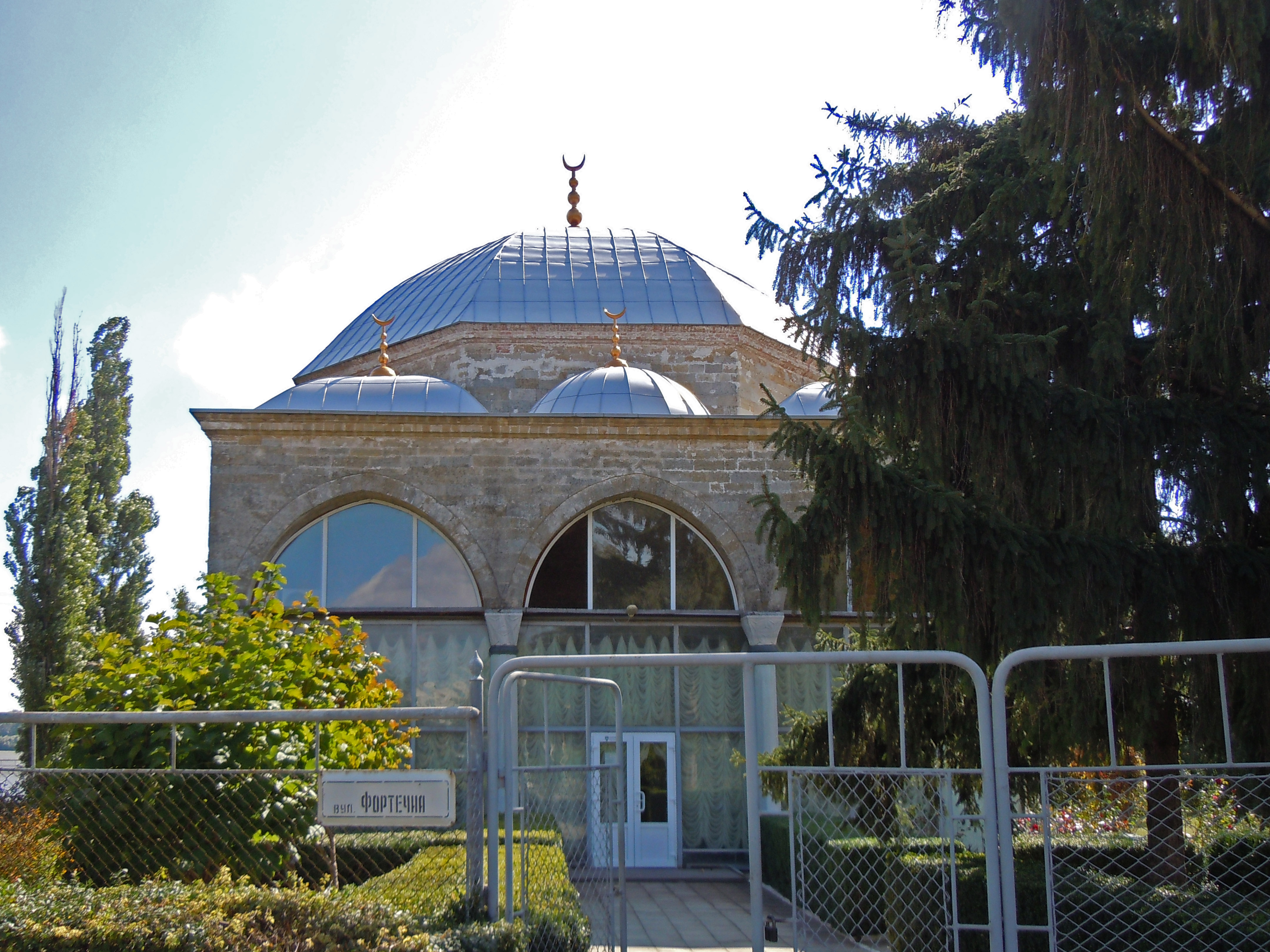
Фасад
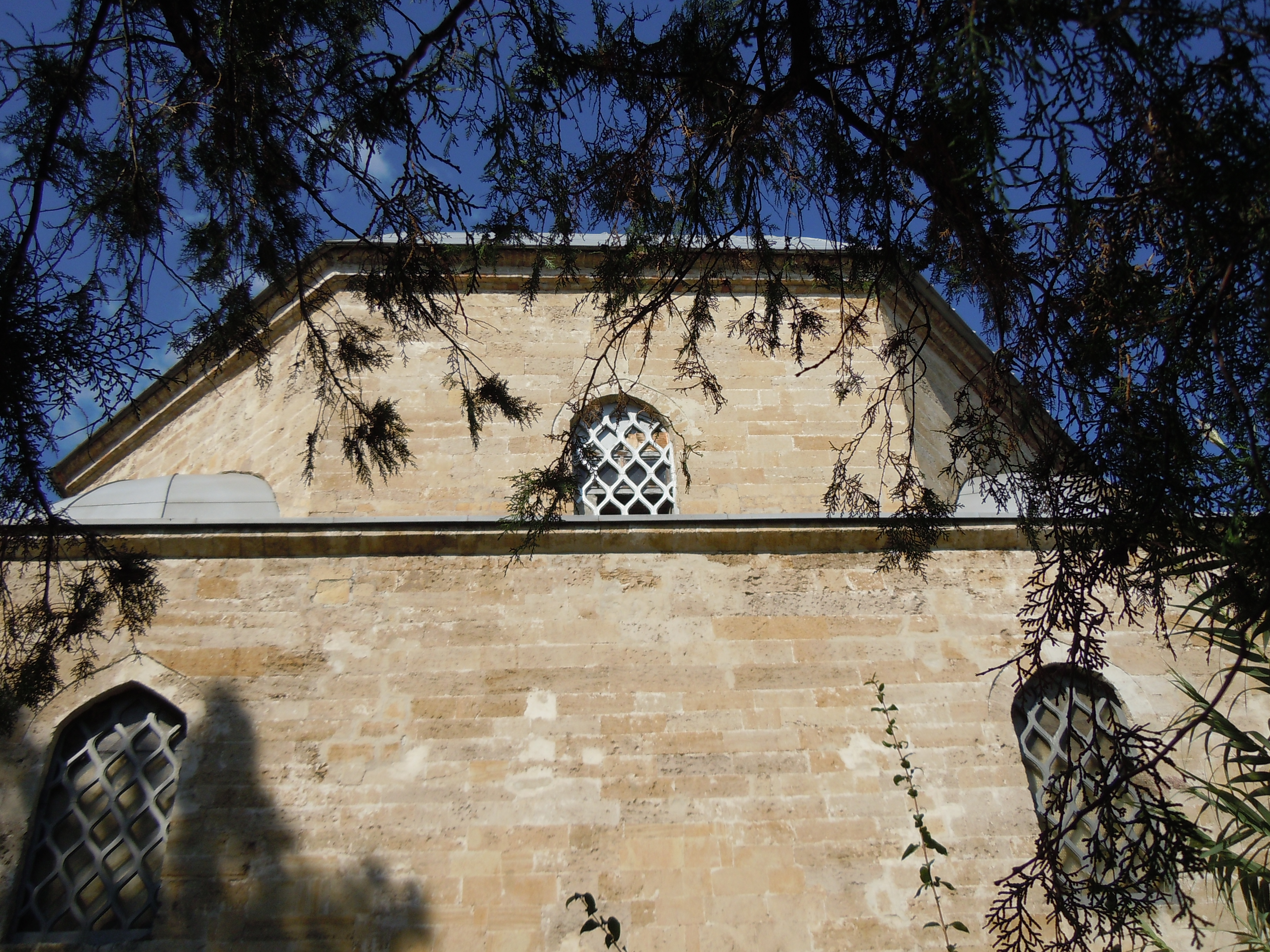
Тильний бік
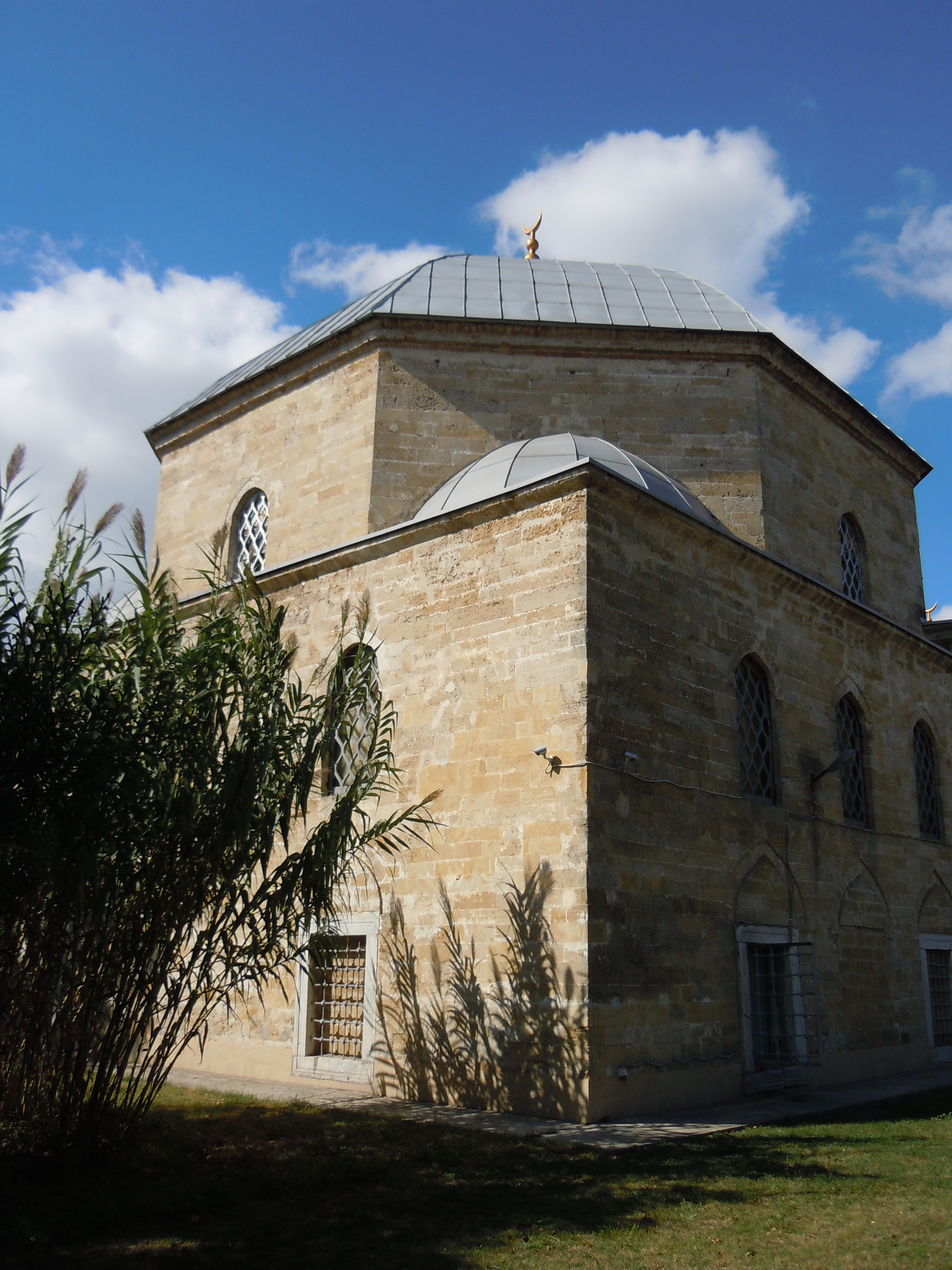
Північний бік
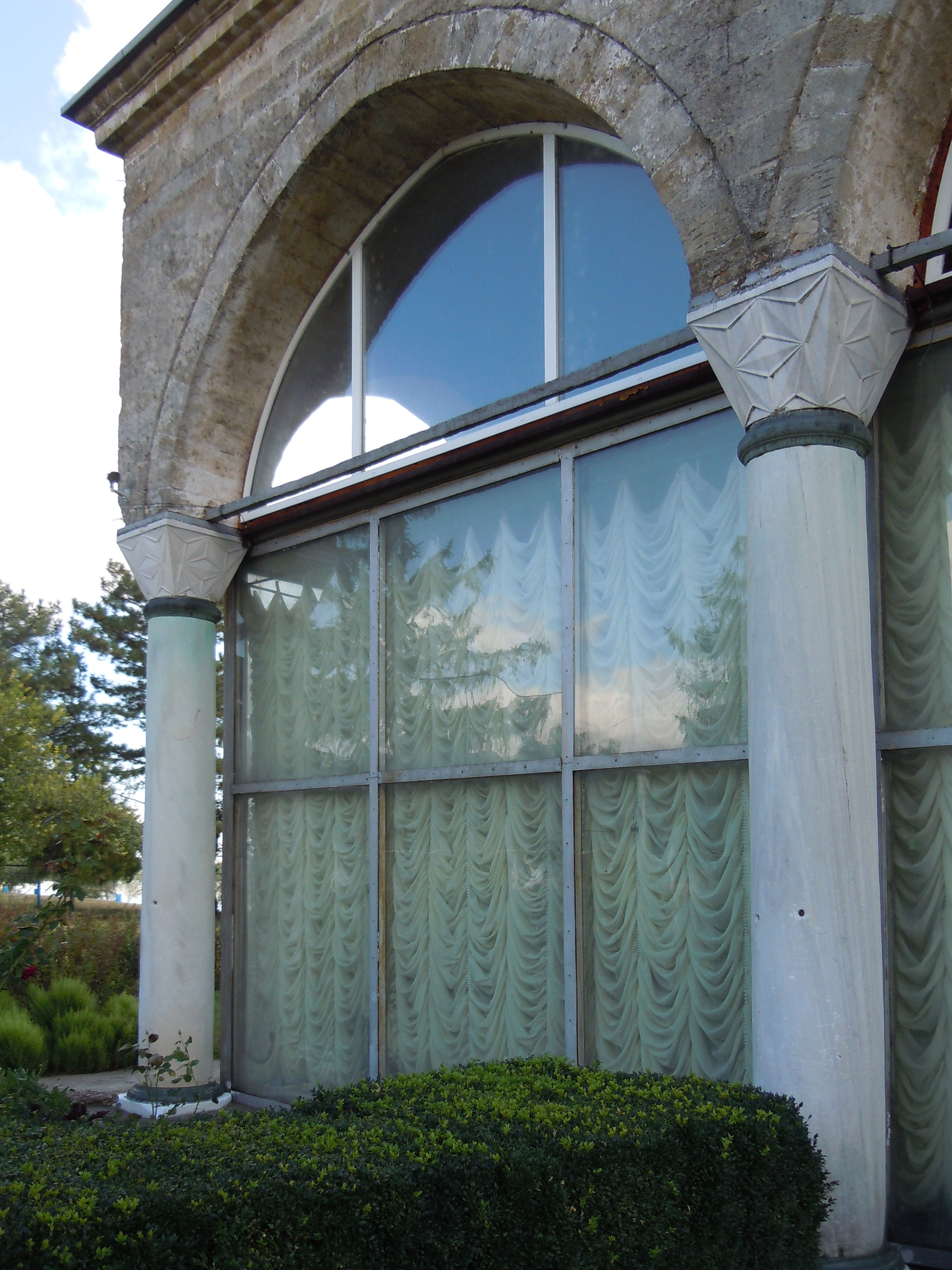
Колони
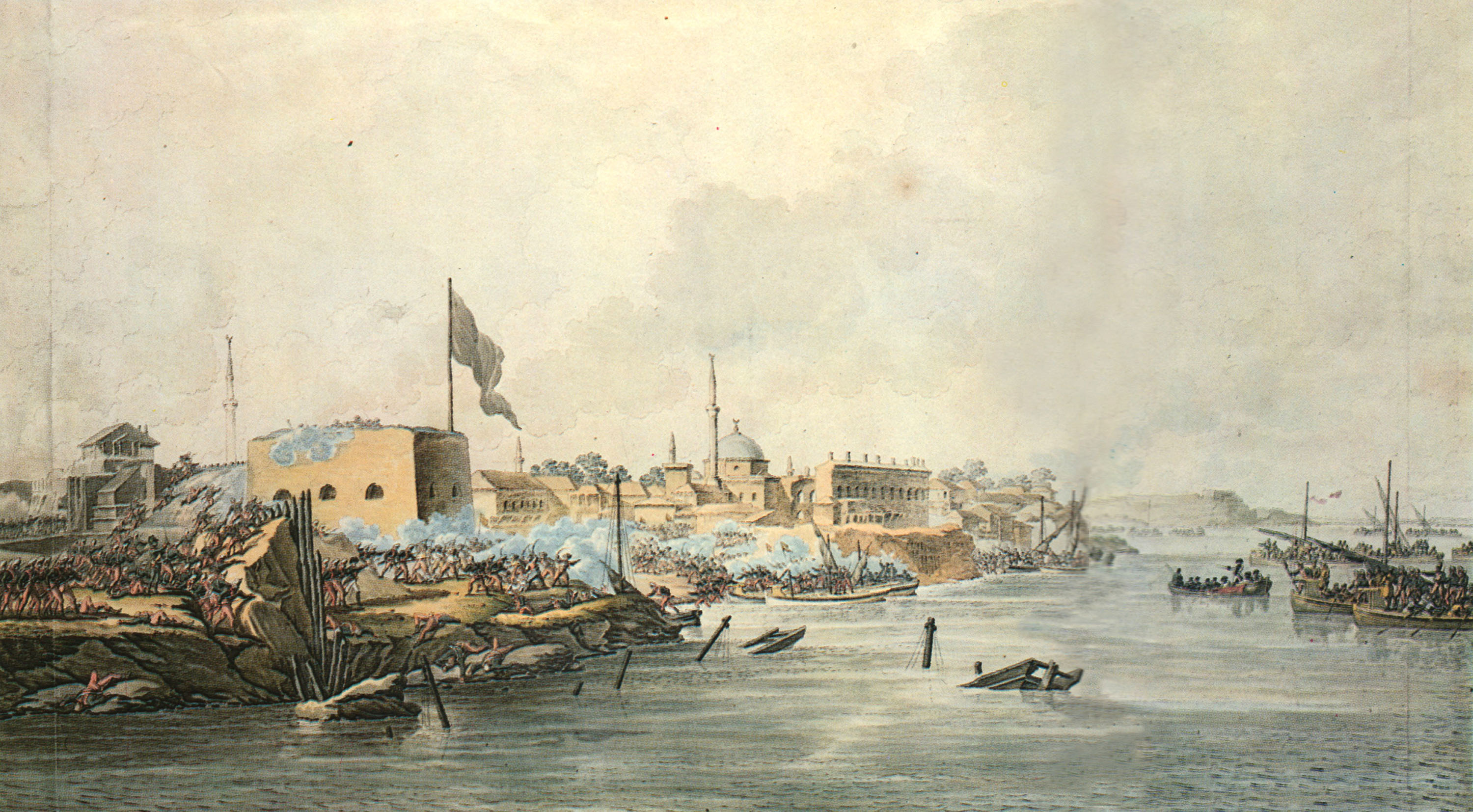
Вигляд Малої мечеті на картині "Штурм Ізмаїла"
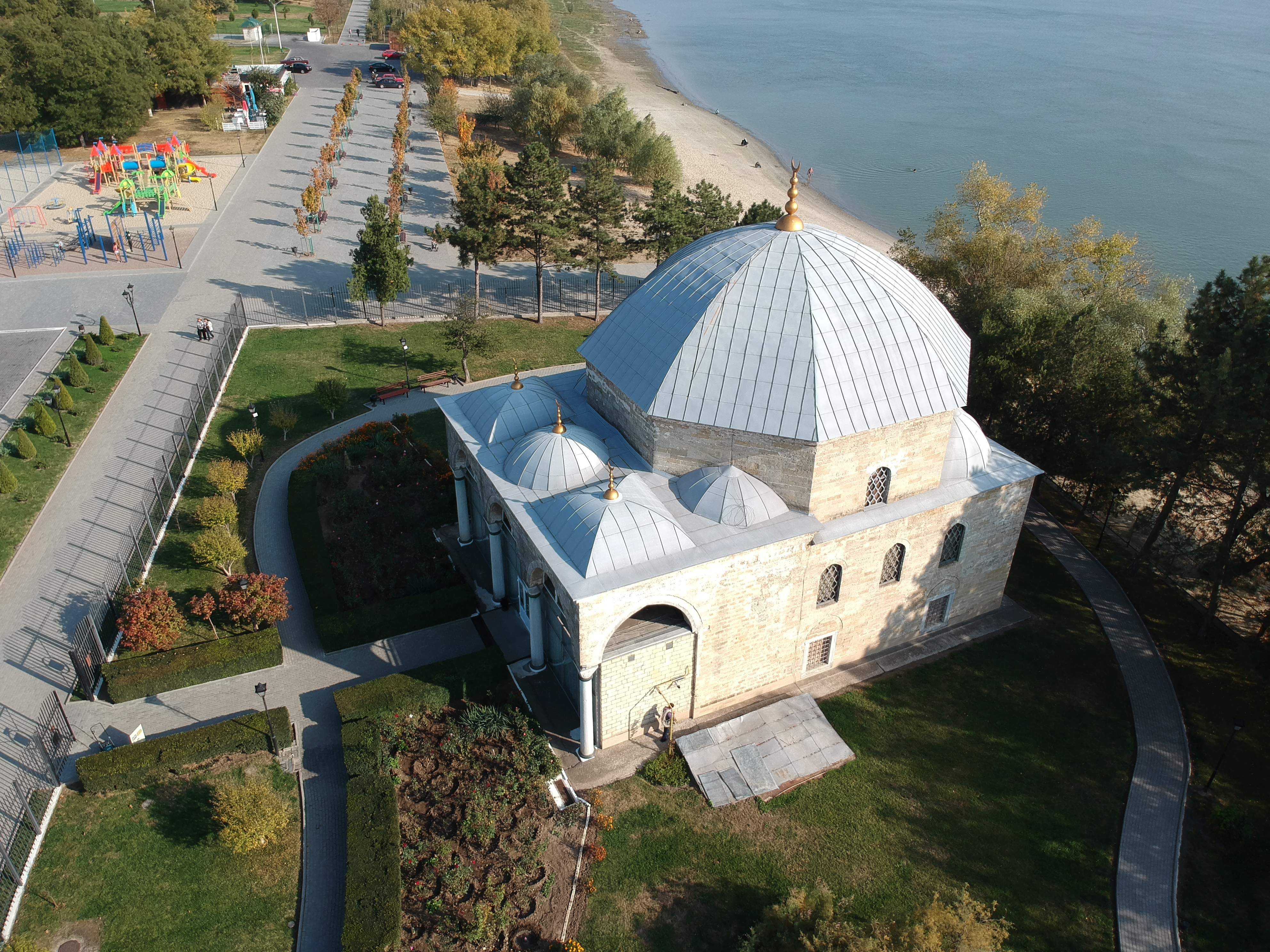
Вигляд на Малу мечеть з повітря